# 新北市區公車947路線
新北市快速公車947路線，由指南客運、淡水客運共同營運。起點為淡海新市鎮鳳翔區，終點為新北板橋公車站。

## 歷史
- 2014年9月6日正式營運。[1][2][3]
- 2024年8月26日起配合淡水區站位遷移及更名[4]。
- 2024年11月22日指南客運獲配11輛金龍高巴(KKC-1109~KKC-1120，KKC-1110於2025年6月17日調至951路線行駛，KKC-1111於2025年7月1日調至951路線行駛)。
- 2025年1月1日起返程增加停靠「溪頭里」站位[5]。
- 2025年4月2日指南客運獲配1輛金龍高巴(KKC-1121)。
- 2025年4月21日起「竹圍國小」(往南)站位遷移至淡水區路燈編號429436前